# Ibrahim Drešević
Ibrahim Drešević, född 24 januari 1997, är en svensk-kosovansk fotbollsspelare som spelar för turkiska Fatih Karagümrük. Dresevic är av albanskt ursprung från Tuzi i Montenegro.
Ibrahim Drešević äldre bror, Medi Dresevic, är också en fotbollsspelare.

## Karriär
Dresevic inledde sin karriär i Norrby IF och tog 2011 klivet till IF Elfsborg.
Han tävlingsdebuterade för IF Elfsborg i 7–0-segern i svenska cupen mot IK Gauthiod den 25 augusti 2016. Kort därefter, den 10 september 2016, gjorde Dresevic sin allsvenska debut. Det då han fick chansen från start i matchen mot Kalmar FF. I juli 2018 förlängde Dresevic sitt kontrakt fram över säsongen 2022.
Den 31 januari 2019 värvades Dresevic av SC Heerenveen, där han skrev på ett 3,5-årskontrakt. Dresevic debuterade i Eredivisie den 16 februari 2019 i en 2–2-match mot PSV Eindhoven, där han blev inbytt i den 79:e minuten mot Jizz Hornkamp.
Den 24 juni 2022 värvades Drešević av turkiska Fatih Karagümrük.

## Karriärstatistik
| Klubb              | Säsong             | Liga               | Liga    | Liga | Cup     | Cup | Totalt  | Totalt |
| Klubb              | Säsong             | Division           | Matcher | Mål  | Matcher | Mål | Matcher | Mål    |
| ------------------ | ------------------ | ------------------ | ------- | ---- | ------- | --- | ------- | ------ |
| IF Elfsborg        | 2016               | Allsvenskan        | 2       | 0    | 1       | 0   | 3       | 0      |
| IF Elfsborg        | 2017               | Allsvenskan        | 6       | 0    | 0       | 0   | 6       | 0      |
| IF Elfsborg        | 2018               | Allsvenskan        | 23      | 0    | 2       | 1   | 14      | 1      |
| IF Elfsborg        | Totalt             | Totalt             | 31      | 0    | 3       | 1   | 34      | 1      |
| SC Heerenveen      | 2018/2019          | Eredivisie         | 6       | 0    | 0       | 0   | 6       | 0      |
| SC Heerenveen      | 2019/2020          | Eredivisie         | 23      | 2    | 4       | 0   | 27      | 2      |
| SC Heerenveen      | Totalt             | Totalt             | 29      | 2    | 4       | 0   | 33      | 2      |
| Totalt i karriären | Totalt i karriären | Totalt i karriären | 60      | 2    | 7       | 1   | 67      | 3      |